# Jean-Marc Juilhard
Jean-Marc Juilhard, né le 5 février 1940 à Saint-Sandoux (Puy-de-Dôme) où il est mort le 27 juillet 2023,, est un homme politique français.

## Biographie
Arboriculteur de profession, il est élu sénateur du Puy-de-Dôme le 23 septembre 2001 sous l'étiquette UDF.

### Mandats[1]
- 1971 - 1998 : maire de Saint-Sandoux (Puy-de-Dôme)
- 1998 - 2008 : adjoint au maire de Saint-Sandoux
- 1987 - 2008 : conseiller général du Puy-de-Dôme pour le canton de Saint-Amant-Tallende
- 1992 - 1998 : vice-président du conseil général du Puy-de-Dôme
- .... - 2008 : président de la Communauté de communes Les Cheires